# Towarzystwo Polsko-Izraelskie
Towarzystwo Polsko-Izraelskie "Nadzieja-Hatikvah" - to organizacja pozarządowa posiadająca status organizacji pożytku publicznego założona w 2000 r. przez studentów studiów międzynarodowych Uniwersytetu Wrocławskiego. Działa również jako Koło Naukowe Polsko-Izraelskie "Nadzieja-Hatikvah" w ramach Instytutu Studiów Międzynarodowych Uniwersytetu Wrocławskiego.

## Misja
Celem Towarzystwa jest działanie na rzecz propagowania wszechstronnych stosunków pomiędzy społeczeństwami, organizacjami społecznymi i narodami. Szczególna uwaga poświęcona jest szerzeniu wiedzy na temat Państwa Izrael, wspieraniu dobrych stosunków polsko-izraelskich oraz walce z antysemityzmem.

## Historia powstania i rozwój
Towarzystwo założone zostało w 2000 r. z inicjatywy studentów i pracowników naukowych Uniwersytetu Wrocławskiego oraz młodych członków Gminy Wyznaniowej Żydowskiej we Wrocławiu. Początkowo funkcjonowało ono jedynie jako studenckie Koło Naukowe "Nadzieja-Hatikvah" przy Instytucie Studiów Międzynarodowych UWr. W 2001 r. zostało oficjalnie zarejestrowane jako stowarzyszenie.

## Struktura
Organizacja podzielona jest na 3 sekcje tematyczne:
- Sekcja Polsko-Żydowska
- Sekcja Izrael i Bliski Wschód
- Sekcja Edukacji Międzykulturowej

## Działalność
W ramach działań statutowych Towarzystwo:
- organizuje konferencje, wykłady i warsztaty mające na celu szerzenie wiedzy o Izraelu, Bliskim Wschodzie, judaizmie, stosunkach polsko-żydowskich, a także mniejszościach narodowych i etnicznych w Polsce i na świecie
- organizuje i uczestniczy w międzynarodowych seminariach dla młodzieży
- organizuje szkolenia i wyjazdy studyjne dla swoich członków i sympatyków
- prowadzi archiwum prasowe oraz bibliotekę z materiałami na temat Izraela, konfliktu bliskowschodniego i relacji polsko-żydowskich oraz materiałami szkoleniowymi dla organizatorów międzynarodowych projektów młodzieżowych
- wydaje czasopismo Hatikvah
- współredaguje magazyn internetowy Hatikvah poświęcony tematyce żydowskiej
- współpracuje z licznymi organizacjami i instytucjami o zbliżonej działalności

## Członkowie
Towarzystwo liczy obecnie około 30 członków, w większości studentów, doktorantów i absolwentów Wydziału Nauk Społecznych Uniwersytetu Wrocławskiego.